# 目白通り
目白通り（めじろどおり）は、東京都千代田区から練馬区に至る道路の通称である。終点において関越自動車道の始点である練馬インターチェンジに接続しており、都心部との交通接続を担っている。おおむね東京都市計画道路幹線街路放射第7号線に相当している。

## 構成路線
- 東京都道8号千代田練馬田無線
九段下交差点 - 谷原交差点
- 東京都道24号練馬所沢線
谷原交差点 -  練馬IC（三軒寺交差点先）

## 歴史
江戸時代に江戸と清戸（現・清瀬市）を結んでいた往来（清戸道）に起源がある。おなじく江戸時代に関口駒井町（現・文京区関口）にあった新長谷寺目白不動にちなんで、目白坂、目白台と呼ばれるようになり、そこから目白通りの名がついた。昭和に入り都市計画道路の放射第7号線が決定されると、昭和10年ごろ郊外部（西落合一丁目交差点－豊玉北六丁目交差点）で整備が進み、この区間は道幅から十三間道路と呼ばれるようになった。高度経済成長期になるとオリンピック東京大会にむけた道路整備が行われ、並行して主要道路に通称が付けられることになり、この時はじめて公的に「目白通り」と呼ばれることになった。なおこの時は現在の富士街道を含む都道8号線の全線（九段下から田無町）が目白通りとされ、現在の形になったのは1984年の改定時である。

### 沿革
- 1927年（昭和2年）8月10日 - 東京都市計画道路新設認可（放射第7号線）[4][5]
- 1946年（昭和21年）3月26日 - 都市計画決定（放射第7号線）[6]
- 1950年（昭和25年）3月2日 - 放射第7号線の計画幅員縮小[7]
- 1962年（昭和37年）4月25日 - 目白通りの通称が設定される[8]
- 1963年（昭和38年）12月16日 - いわゆる「オリンピック道路」として豊玉北六丁目交差点から谷原交差点までが開通[9]
- 1971年（昭和46年）12月20日 - 関越自動車道（練馬IC-川越IC間）が開通[10]
- 1984年（昭和59年）5月1日 - 通称道路の変更により現在の経路となる[3]
- 2001年（平成13年）3月4日 - 西武池袋線の高架化に伴い中村陸橋が除却される[11][12]

## 都市計画
- 目白通りはおおむね東京都市計画道路放射第7号線に相当する。ただし、江戸川橋交差点（文京区）から西落合一丁目交差点（新宿区）は該当しない。放射第7号線のこの区間は目白通りのバイパスとして整備され、通称道路名は新目白通りとなっている。目白通りの同区間は新青梅街道とともに補助第76号線に相当している。
- 放射7号線は練馬ICからさらに西へ伸びており、すでに北園交差点（練馬区）まで供用されているが、この区間について通称道路名は設定されていない。ただし、電柱の表示等この延長部分も便宜上「目白通り」として扱っている場合が存在する。さらに練馬区内を西進し、練馬区西大泉5丁目の西東京市との境で東京の放射7号線としての区間は終わる。ほとんどの道路用地が確保されているものの、途中にある善行院の墓地の移転交渉が折り合わず、全線開通の目途は立っていない[13][14]。そのため、都道24号より西側の区間を先行的に部分開通させようという動きも存在しており[15]、2025年2月16日に大泉西中学校前から西東京市境の福泉寺通りまでの西側区間約1キロメートルが先行開通した[16]。
- 西大泉5丁目からは西東京都市計画道路3・3・14号、および東村山3・4・15号新東京所沢線として整備され、一部区間は供用中である。途中で都県境を跨ぎ埼玉県新座市内を通るが、新座市内は新座都市計画道路3・4・10放射7号線と、放射7号の名称が用いられる。新東京所沢線は清瀬市と所沢市の都県境までとなる。
- 所沢市から先は所沢3・3・2号および狭山3・3・1号東京狭山線（県道24号・県道126号・狭山環状有料道路）・狭山飯能線と続き、飯能市の武蔵カントリークラブ笹井コース付近まで都市計画道路指定が続いている。所沢市以降の埼玉県内の区間は2020年に全線開通した。